# Piper tectoniifolium
Piper tectoniifolium är en pepparväxtart som beskrevs av Carl Sigismund Kunth. Piper tectoniifolium ingår i släktet Piper och familjen pepparväxter. Inga underarter finns listade i Catalogue of Life.